# Смиченко Олександр Данилович
Олександр Данилович Смиченко (нар. 10 березня 1951, Кіровоград, УРСР) — радянський український футболіст, захисник.

## Життєпис
Вихованець кіровоградського футболу. Перший тренер — Володимир Резніков. Спочатку грав на позиції воротаря, але згодом був переведений на позицію центрального переднього захисника, на якій провів всю кар'єру.
У 1970 році прийняв запрошення в київське «Динамо», однак виступав виключно за дублюючий склад. У тому ж році повернувся в Кіровоград, де став гравцем місцевої «Зірки». Провівши три сезони в кіровоградській команді, був призваний на військову службу, під час якої грав за СК «Чернігів». Після демобілізації повернувся до складу «Зірки», де виступав до завершення кар'єри. Всього за клуб з Кіровограда протягом 14 сезонів провів понад 500 офіційних матчів. Був капітаном команди, двічі залучася до збірної УРСР, входив до числа 22-х кращих футболістів української зони другої ліги чемпіонату СРСР. У 1975 році став володарем Кубку Української РСР. Завершив виступи в 1984 році.
Закінчив Кіровоградський педагогічний інститут. По завершенні кар'єри працював на кіровоградському підприємстві «Будіндустрія», а згодом — в управлінні обласної спілки споживачів. Також був тренером ДЮСШ й делегатом ФФУ на матчах аматорських турнірів. Протягом 10 років очолював кіровоградську ДЮСШ «Динамо-Олімп». На даний час — на пенсії.

## Стиль гри
|                                                                                          | Високий, сильний захисник. Має високі атлетичні здібності, що дозволяє йому успішно вести єдиноборства. Добре грає головою та у відборі м'яча. Сміливий, самовідданий. Грі віддається повністю. Добросовісний. Багато працює. Рішучий, ініціативний. У потрібний момент здатний пожертвувати собою. Завжди захоплений грою, як би вона не складалася. Зовні завжди спокійний. Рідко зривається |
| — Витяги з тренерського блокнота в звіті про роботу футбольної команди «Зірка», 1976 рік | |

## Сім'я
Син — Олександр Смиченко — також став професіональним футболістом. Грав у нижчих українських лігах (в тому числі — за «Зірку»), а також в аматорських командах. Пізніше працював в органах МВС, дослужився до звання підполковника, а потім іммігрував до Канади.

## Досягнення
- Кубок УРСР
  -  Володар (1): 1975